# 格雷里奇 (密蘇里州)
格雷里奇（英語：Grayridge）是位於美國密蘇里州斯托達德縣的普查規定居民點。

## 歷史
格雷里奇的郵局自1894年營運至今。

## 人口
根據2020年美國人口普查的數據，格雷里奇的面積為2.64平方千米，皆為陸地。當地共有人口87人，而人口密度為每平方千米32.95人。